# Rolf Harris
Rolf Harris (Perth, Nyugat-Ausztrália, 1930. március 30. – Bray, Berkshire,  2023. május 10.) ausztrál festő, műsorvezető, zenész és énekes. 1953-tól az Egyesült Királyságban élt.

## Pályafutása
A Tie Me Kangaroo Down Sport című dalával lett híres, valamint a Jake the Peg háromlábú fiú szerepével. 2005-ben megfestette II. Erzsébet brit királynőt.

## Pedofília vádja, és elítélése
2013-ban Angliában letartóztatták a rendőrök, mert gyerekek elleni szexuális bűncselekményekkel gyanúsították. 12 nemi erőszakkal és kiskorúak (lánygyerekek) megrontásával vádolták, amit állítólag 1968–1986 között követett el. Harris mindent tagadott, a tárgyalás 2014. május 6-tól nyolc hétig tartott. 2014. június 30-án bűnösnek találták minden vádpontban. 2014. július 4-én öt év és kilenc hónap börtönre ítélték.

## Magánélete
Felesége walesi ékszerész, Alwen Hughes, akivel 1958-tól volt házas, és született egy lányuk, Bindi 1964-ben. Harris szülei walesiek voltak.